# Deuterophlebia oporina
Deuterophlebia oporina är en tvåvingeart som beskrevs av Gregory W.Courtney 1994. Deuterophlebia oporina ingår i släktet Deuterophlebia och familjen Deuterophlebiidae.
Artens utbredningsområde är Assam (Indien). Inga underarter finns listade i Catalogue of Life.